# Motorola RAZR V3
El Motorola RAZR V3 ("RAZR" pronunciado "réiser") es un teléfono móvil anunciado el 27 de julio de 2004 y lanzado al mercado en noviembre de ese mismo año. 
La delgadez de este teléfono es una característica distintiva, pero no la única. Su armazón de la era espacial de aluminio anodizado es otra característica, así como su diseño de "almeja", su teclado plano hecho con níquel plateado con números y símbolos químicamente grabados dentro una capa electro-luminiscente. Su antena interior está localizada en la base del teléfono, debajo del micrófono, que da al celular un mejor equilibrio cuando se usa.
Los clientes respondieron de manera entusiasta y positiva al producto; para julio del 2005 Motorola publicó un análisis que afirmaba que el RAZR V3 era el teléfono "almeja" más popular de Europa. Dejó de fabricarse entre 2007 y 2008 en Estados Unidos y en 2011 en Latinoamérica. Se siguieron vendiendo versiones V3xx y V3m (de Virgin) hasta mayo de 2015.
En mayo de 2017, salieron rumores de su "posible regreso" generando conmoción y popularidad de la noticia. Sin embargo, Motorola en un comunicado aclaró y desmintió los rumores. Un año más tarde, tras la aparición en el Mobile World Congress 2017 del clásico Nokia 3310, vuelven a aparecer los rumores de la vuelta del dicho modelo.
Finalmente el 14 de noviembre de 2019 se anunció el lanzamiento de Razr como un teléfono celular plegable.
Y en 2022 aparece el nuevo Motorola Razr 2022.

## Modelos

### V3
Este modelo se basa en la plataforma GSM/GPRS. Siendo el modelo más básico de la serie "Razr". Se encuentra en colores: plata, negro, rosa y azul.

### Versiónes Pink y Black
La primera versión Pink fue lanzada en octubre de 2005 y la versión Black fue lanzado en Argentina a comienzos del 2005 inicialmente para Telefonica Unifon.

### Colección Miami Ink
En 2006 Motorola lanzó a través de T-Mobile una versión con los diseños de Ami James del programa "Miami Ink".

### V3i y V3e

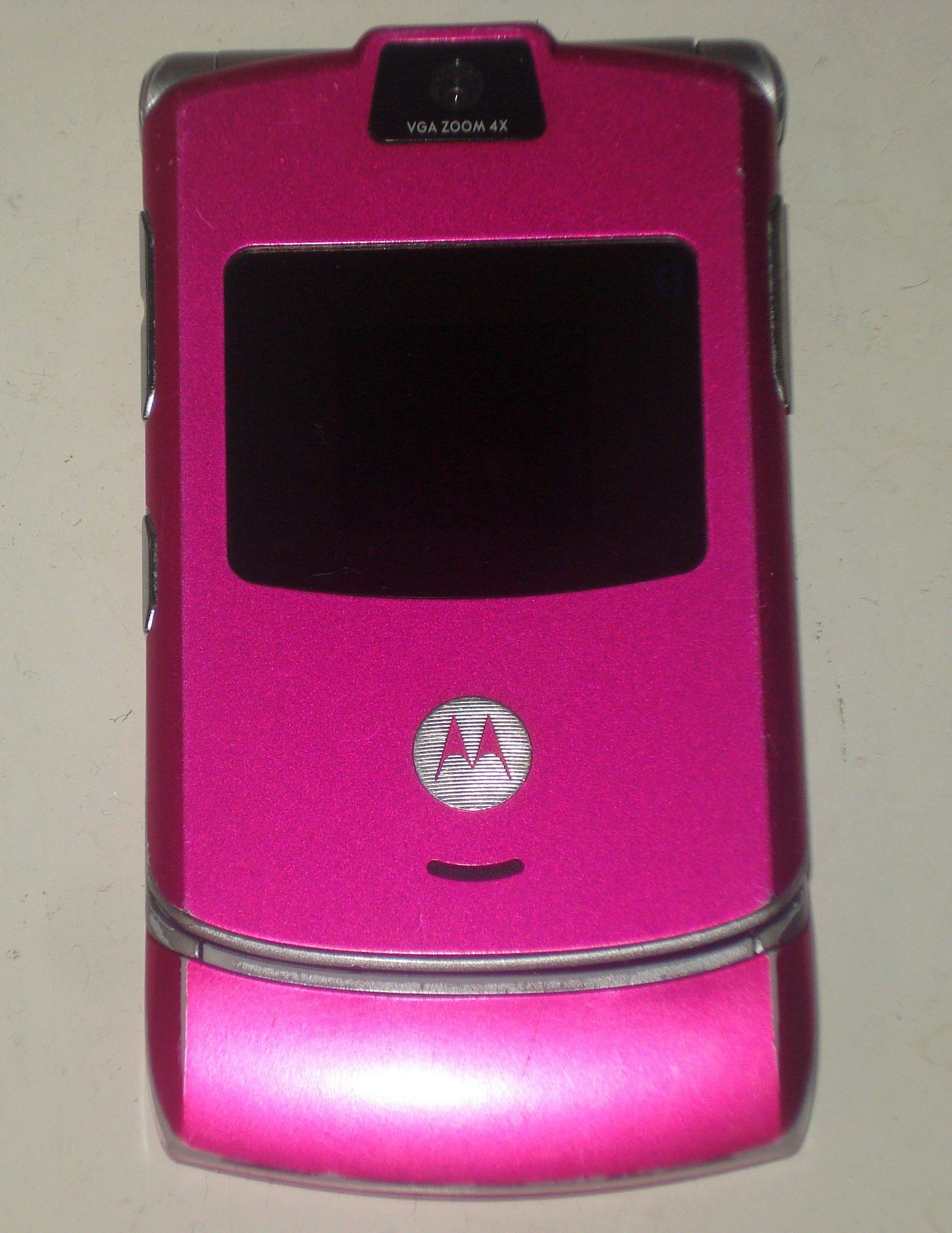
Motorola V3 Rosa.

Son los sucesores del Motorola RAZR V3. Incluye una cámara de 1,23 megapíxeles, con un zum digital 8x, una pantalla interna y externa mejorada, así como compatibilidad con tarjetas MicroSD de hasta 1 Gigabyte. Se pueden diferenciar en la tarjeta 128 Mb y 512 Mb y el teclado con iTunes.
El V3i es un V3 considerablemente mejorado. Posee la elegancia del diseño de su antecesor con las mejoras significativas ya mencionadas. Se encuentra en dos versiones, la primera viene con el reproductor iTunes de Apple incorporado, esto le da la oportunidad de sincronizar la música en un Pc de la misma forma en que lo hacen los iPods y iPhones pues iTunes es compatible, detecta el teléfono cuando éste es conectado a la Pc e inicia el proceso de sincronización. Además iTunes le brinda al teléfono características adicionales como la muestra en pantalla de la carátula del álbum al que pertenece el fichero que se está reproduciendo (si el fichero Mp3 lo trae en su información y si iTunes lo reconoce), esta versión tiene como limitación la cantidad de ficheros a reproducir independientemente del espacio que existe en el teléfono o la microSD, que en las producciones iniciales era de 60 canciones, aunque posteriormente se elevó a 100. La segunda versión del V3i trae incorporado el reproductor de audio de Motorola, el cual no tiene limitación en cuanto a la cantidad de ficheros a reproducir, pero las funciones de reproductor de música hacen mayor uso de la batería que la versión de iTunes.

#### V3i Dolce & Gabbana
En diciembre del 2004, Motorola y D&G se aliaron para producir el RAZR D&G para conmemorar el aniversario de la firma. Se trata de una edición limitada de Dolce & Gabbana, con carcasa dorada y un colgante dorado con la iniciales D-G. Sólo se fabricaron 1000 unidades, enumeradas individualmente, que sólo se venderían en la boutiques de Dolce & Gabbana en cinco países de Europa (Francia, Reino Unido, Italia y Alemania). Tan solo 850 unidades salieron a la venta puesto que 50 fueron recluidas por Motorola y las 100 restantes fueron destinadas a celebridades tales como Victoria Beckham o Paris Hilton (Oro y negro).
Tras un tiempo, en junio de 2006, otra vez Motorola y D&G, se reunieron para lanzar al mercado una nueva versión del Dolce & Gabbana V3i RAZR, con caja dorada. Esta vez, sería vendido en todo el mundo, siendo en este caso una edición ilimitada para compañías telefónicas entre otros distribuidores (dorado y plata).

### V3m
Es la versión CDMA de este equipo y se distingue por sus colores gris y rosa pastel. Con memoria de hasta 40 mb. Su tecnología Bluetooth se conecta inalámbricamente con auriculares u otros dispositivos, EVDO transmite datos a alta velocidad, graba y reproduce vídeo con su cámara digital de 1,3 megapixel, es un equipo de tercera generación con alta tecnología.

### V3x
Perteneciente a la familia RAZR, el Motorola RAZR V3x es un poderoso teléfono 3G con doble pantalla, dos cámaras (una externa de 2 megapíxeles y una interna VGA para videoconferencia), expansión de memoria con tarjetas microSD. Fue premiado como el "Mejor Teléfono 3GSM del 2006" por la Asociación GSM.
Como sus antecesores, el RAZR V3x posee un diseño parecido al introducido con la gama de los V3, solo que más refinado, aunque con mayor tamaño y grosor (una de las características que han resultado motivo de crítica entre los usuarios, que extrañan la "simplicidad" del diseño original del V3) sin embargo, comparado con otros teléfonos 3G, el RAZR V3x no es el más grande.
Las opiniones de los usuarios varían entre la total satisfacción y la completa insatisfacción, lo que para unos es "completamente defectuoso" para otros es "sencillamente genial" sin embargo, es indiscutible la buena calidad de sonido, ya que el V3x incorpora dos altavoces externos que reproducen el sonido con menor volumen que sus antecesores, pero con una mayor calidad. Además, el V3x es capaz de reproducir ficheros MP3s con bitrate variable sin importar el rango de codificación, lo que se traduce en una mejora de calidad también para las funciones de reproductor de música. Las versiones distribuidas en los Estados Unidos traen como aplicación Java el reproductor de audio de Motorola, no siendo así en la versión de H3G Italia. En este aspecto cabe señalar que el teléfono de por sí tiene la habilidad para reproducir Mp3s, ficheros de Windows Media (audio y video) entre otros formatos, los cuales no dependen del reproductor de audio de Motorola. El usuario puede crear listas de reproducción y seleccionar qué archivos reproducir sea con el reproductor o fuera del mismo. En cuanto a la versión del software H3G de Italia, a pesar de no contar con la aplicación del reproductor de música de Motorola, el teléfono es capaz de reproducir por sí mismo todos estos formatos, además, la interfaz de usuario es ligeramente diferente al presentar vistosos íconos, fondos de pantalla adicionales y una agradable composición visual en todos sus aspectos, algo que distingue a esta versión de las otras.

### V3im
El V3im es la versión iTunes del RAZR V3i disponible en Inglaterra con cien canciones.

### V3xx
Siguiendo la misma línea del V3X, el Nuevo V3XX es más fino y poderoso que su primer modelo. Introducido alrededor del 01/10/2006 el RAZR V3xx está permitiendo las redes GSM 900 / 1800 / 1900 / WCDMA 2100. Éste teléfono usa la tecnología GPRS (Class 10) / EDGE / HSDPA. Aparte de las especificaciones ya mencionadas posee mp3, cámara y video 1,3 mpx, una ranura para memorias SanDisc de hasta 2 GB y videollamada. Fue la versión del V3 más moderna, que llegó a fabricarse hasta mediados del año 2015.

## Especificaciones técnicas
El teléfono cuatribanda GSM tiene dos pantallas, una cámara VGA, Bluetooth de largo alcance, soporte para grabado y reproducción de vídeos MPEG-4, y Java 2 con gráficos 3D. También tiene un altavoz para reproducir tonos MP3. 
- Banda: GSM 850/900/1800/1900 MHz
- Conectividad: mini-USB (V3), Bluetooth Clase 1
- Dimensiones: 13,9 × 53 × 98 (mm)
- Peso: 95 g
- Resolución display interno: 176 × 220
- Resolución display externo: 96 × 80
- Resolución de cámara: VGA (0,3 megapixeles)
- Sistema operativo: Propio de Motorola con J2ME
- Memoria accesible para el usuario: 7MB
- Chipset: i250S1

## Versión actualizada
El 19 de mayo de 2017, Motorola subió a YouTube el video sobre unos estudiantes del año 2006 con un RAZR V3m, y al final del video indicaba la fecha del 9 de junio, cuando se realizará el Tech World de Lenovo. El video generó conmoción y posibles rumores del regreso del RAZR V3. El 24 de mayo, Kthryn Hanley, representante de Motorola aclaró el rumor:
“Nos encanta que el video haya sido tan bien recibido y toda la emoción que generó”, dijo Kthryn Hanley, representante de Motorola.- "Pero este video es para en vez de mirar al pasado, mirar al futuro con los nuevos productos que llegarán como el Moto Z.
El Razr V3 fue uno de los teléfonos más vendidos que se hayan diseñado y redefinió el concepto de la elegancia en los móviles. Motorola no va a lanzar nuevamente ese modelo, pero avisará nuevos productos el 9 de junio”, detalló.
Tras esta aclaración, llegaron críticas hacia Motorola y a Kthryn, pero los rumores no han sido totalmente aclarados, ya que si no relanzarán el producto, se lanzaría un RAZR V3 con el sistema operativo Android, pero el 9 de junio se aclaró que no sería un RAZR nuevo, sino un nuevo celular Moto Z, pero llegaron críticas al celular nuevo y a la empresa, donde avisaron que usaron el video del V3 porque ellos revolucionaron el mundo el 2004, y lo "harán de nuevo con este nuevo celular".
En junio de 2018, volvieron rumores del posible regreso del V3, debido a la aparición del nuevo Nokia 3310 en el Mobile World Congress.
Finalmente en 2019 el dispositivo fue lanzado como un dispositivo plegable usando Android.